# Herrete

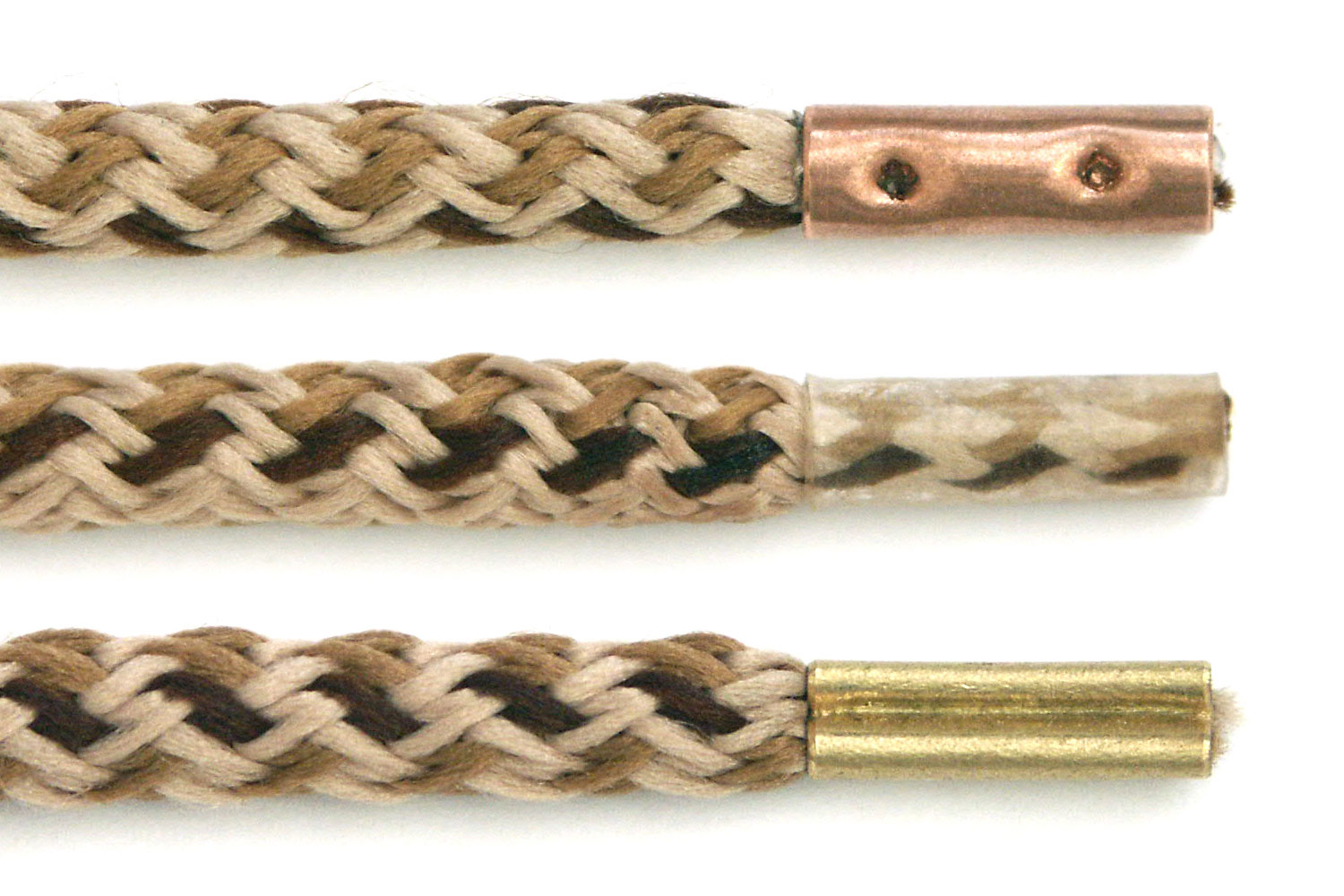
Herretes de cobre, plástico y latón.

Un herrete (del latín "ferrum", hierro, y del sufijo latino "ete", que expresa valor diminutivo) o cabete (diminutivo de "cabo") es un cabo de plástico, alambre u hojalata que se pone a los cordones, agujetas o cintas para que puedan entrar fácilmente por los agujeros y que también evitan que las fibras se separen.
En la Antigüedad incluso se realizaban con metales preciosos como ornamentos, pues se colocaban al final de los listones utilizados para atar la ropa, antes de la invención de los botones.

## En la historia, la literatura y el cine
En Los tres mosqueteros, novela francesa de Alejandro Dumas, publicada en 1844, los herretes de Ana de Austria, reina de Francia, son el centro de un conflicto que hace que los servicios de los tres mosqueteros protagonistas sean conocidos por ella y por el rey Luis XIII de Francia: D'Artagnan salva el honor de la reina recuperando los herretes que la reina le había regalado a George Villiers, primer duque de Buckingham.
- Los herretes de la reina, novela histórica de Jean Daillon.
- Los tres mosqueteros: los herretes de la reina, película francesa-italiana de 1961.